# デンデルモンデ
デンデルモンデ（オランダ語: Dendermonde [ˌdɛndərˈmɔndə]）は、ベルギーのオースト＝フランデレン州に位置する都市、ないしそれを中核とする基礎自治体。後者はデンデルモンデ市とアッペルス (Appels) 、バースロデ (Baasrode) 、フレムベルヘン (Grembergen) 、メスペラーレ (Mespelare) 、アウデヘム (Oudegem) 、スホーナールデ (Schoonaarde) 、シント＝ヒリス＝ベイ＝デンデルモンデ (Sint-Gillis-bij-Dendermonde) の各町から構成される。デンデル川とスヘルデ川との合流点にあることから命名された。
フランス名はテルモンド (Termonde) である。

## 歴史

### 中世以前
アッペルスから発見されたラ・テーヌ文化の遺物は、先史時代からスヘルデ川流域に人類が居住していたことを物語る。2世紀と6世紀の古墳も、ガロ・ローマ文化からメロヴィング朝にかけて比較的大きな集落が存在したことの証左である。843年のヴェルダン条約でロタリンギアに編入されたが、883年のノルマン人侵攻でフランドル伯ボードゥアン2世に占領され、フランドル伯領に組み込まれた。

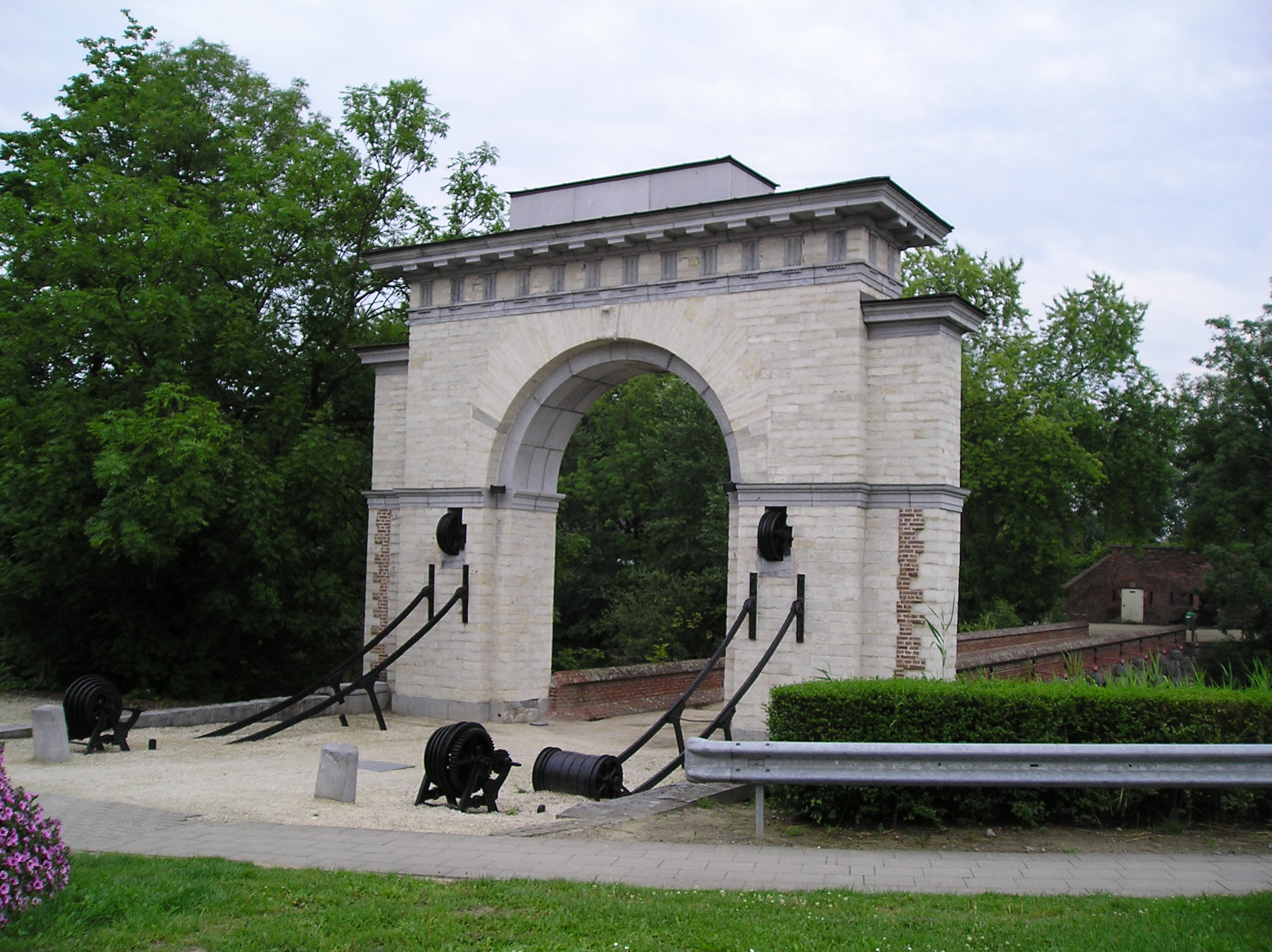
ブリュッセル門

10世紀にはオットー2世が砦を築き、一帯への入植を奨励した。1233年に特許状が下賜されて以降は、織物業の繁栄に支えられ急速に発展。修道院、礼拝堂、教会などができ、市壁もめぐらされた。14世紀末にはマーケット広場に織物の取引所と鐘楼が建てられた。一方で、ヘントなど他都市との熾烈な競争や近隣からの襲撃や略奪にも晒された。1384年にヴァロワ家系ブルゴーニュ家の支配下に入った。

### 近世以降

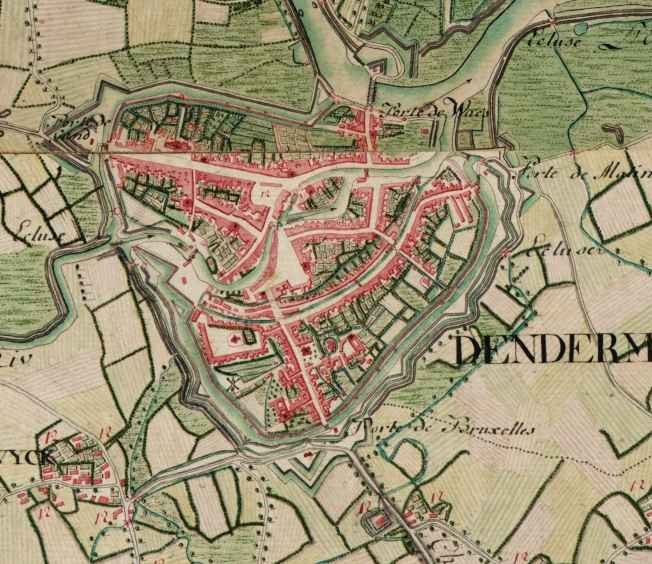
「フェラリスの地図」のデンデルモンデ市街（1775年ごろ）

16世紀に入ると、デンデルモンデは衰退に向かった。1572年にパルマ公アレッサンドロ・ファルネーゼ麾下のスペイン軍が市中に侵攻し、街は壊滅した。彼らはデンデル川とスヘルデ川との間に砦を築いた。1667年にフランス軍が市街を奪還したが、1706年のマールバラ公ジョン・チャーチル率いるイングランド＝オランダ連合軍との戦いでは甚大な被害が出た。その後支配者となったオーストリアは、フランスのさらなる攻撃に備え都市の守りを固めたが、ルイ15世による包囲を最後にそれは途絶え、数年後に砦も解体された。
産業革命と地元の綿花産業に支えられ、18世紀後期はおおむね繁栄。油脂、製靴、皮革などの参入にともなって港湾施設は近代化され、鉄道も開通した。一方で、第一次世界大戦での戦禍は苛烈を極めた。家屋の過半数が破壊され、公文書は焼かれるか空襲を受けるかして灰燼に帰した。こんにち、デンデルモンデ市は地域の行政、経済、教育、医療の中心地となっている。

## 名所

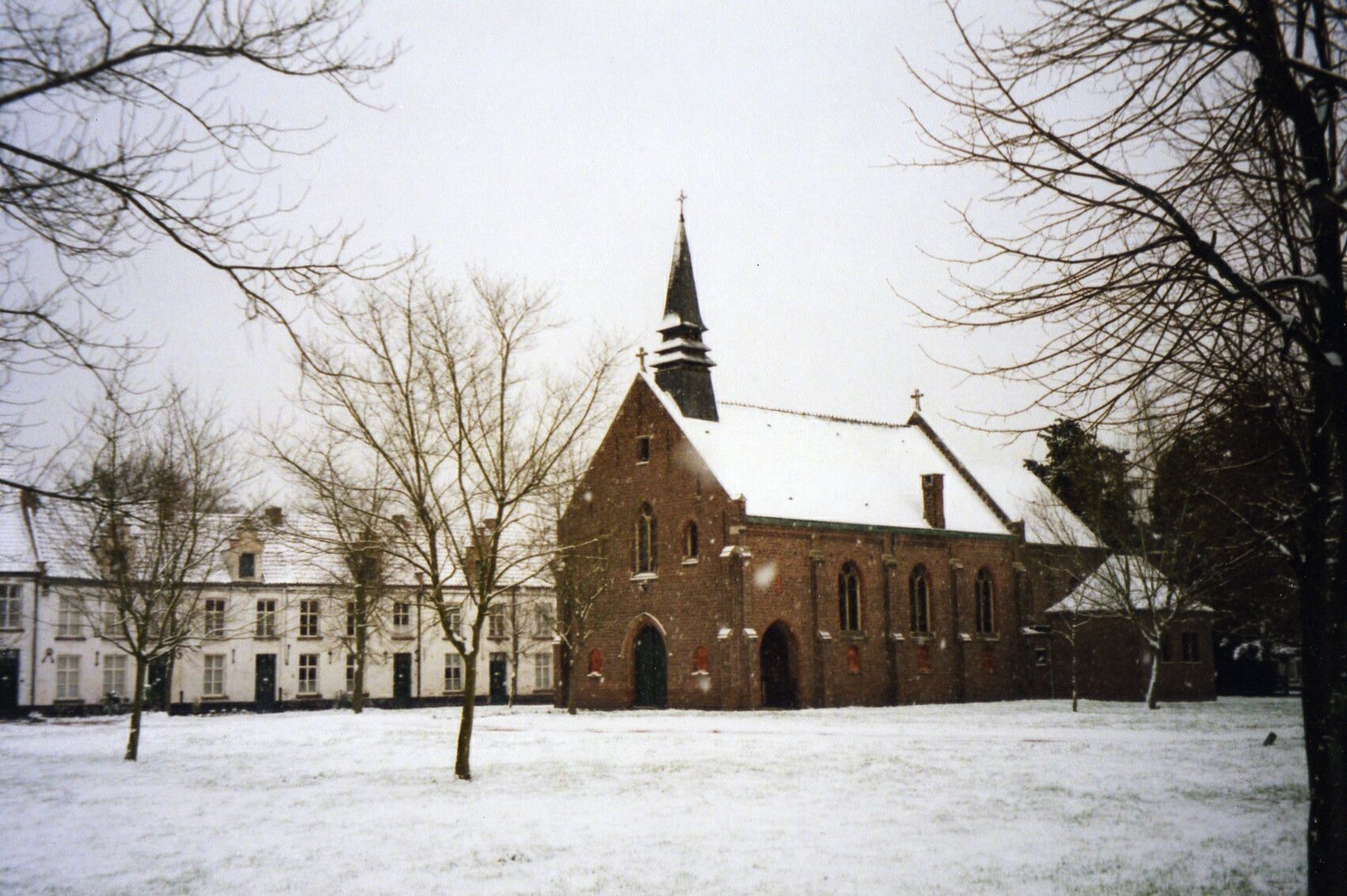
ベギン会修道院

- 1998年に世界遺産「フランドル地方のベギン会修道院群」の一つとして登録された修道院
- 1999年に世界遺産「ベルギーとフランスの鐘楼群」の一つとして登録された市庁舎と鐘楼
- 市の中心部にあるベネディクト会の修道院
- デンデルモンデ＝ピルス間の14kmを走る保存鉄道のデンデルモンデ＝ピルス蒸気鉄道

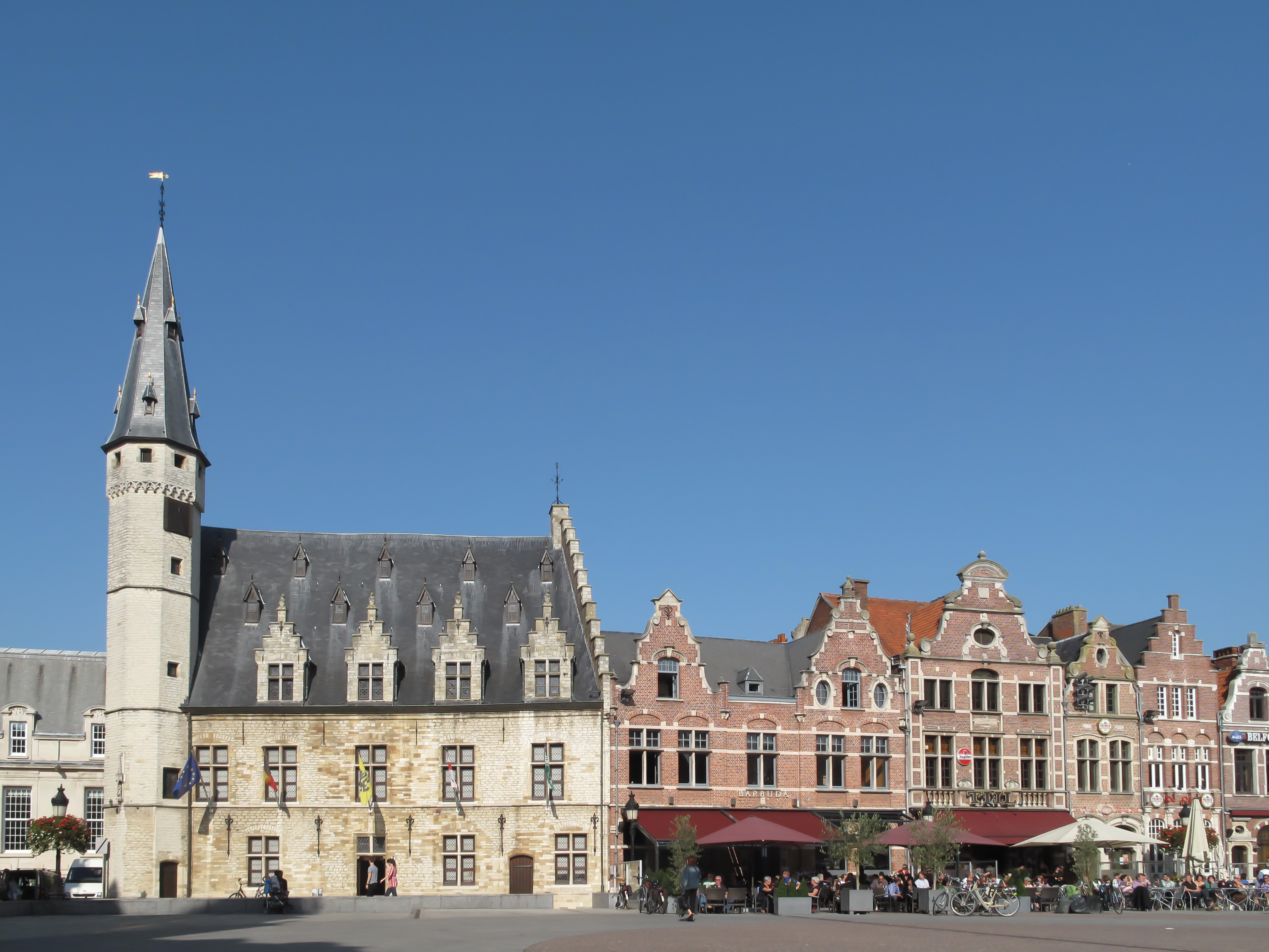
中心地の建物
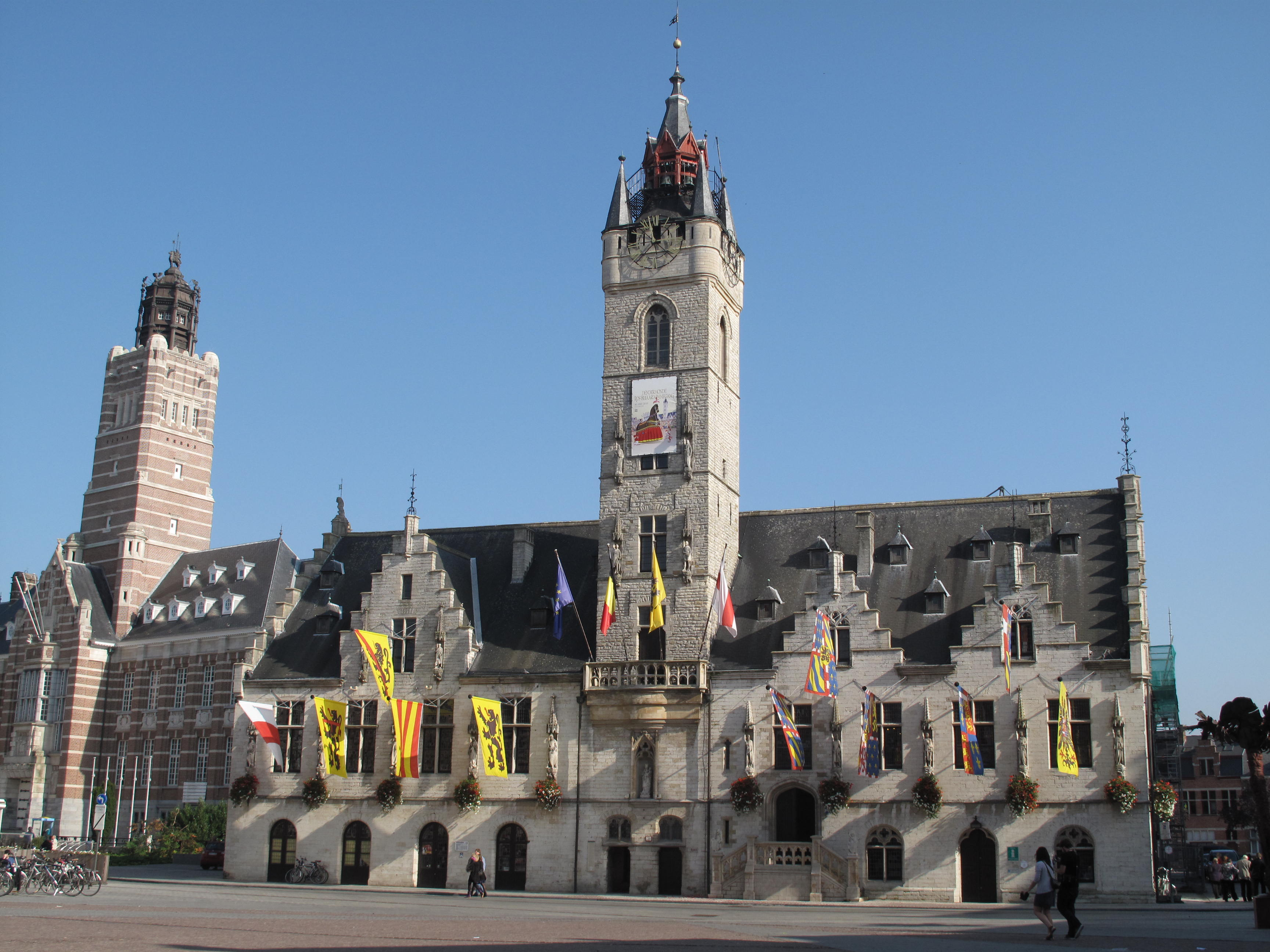
市庁舎
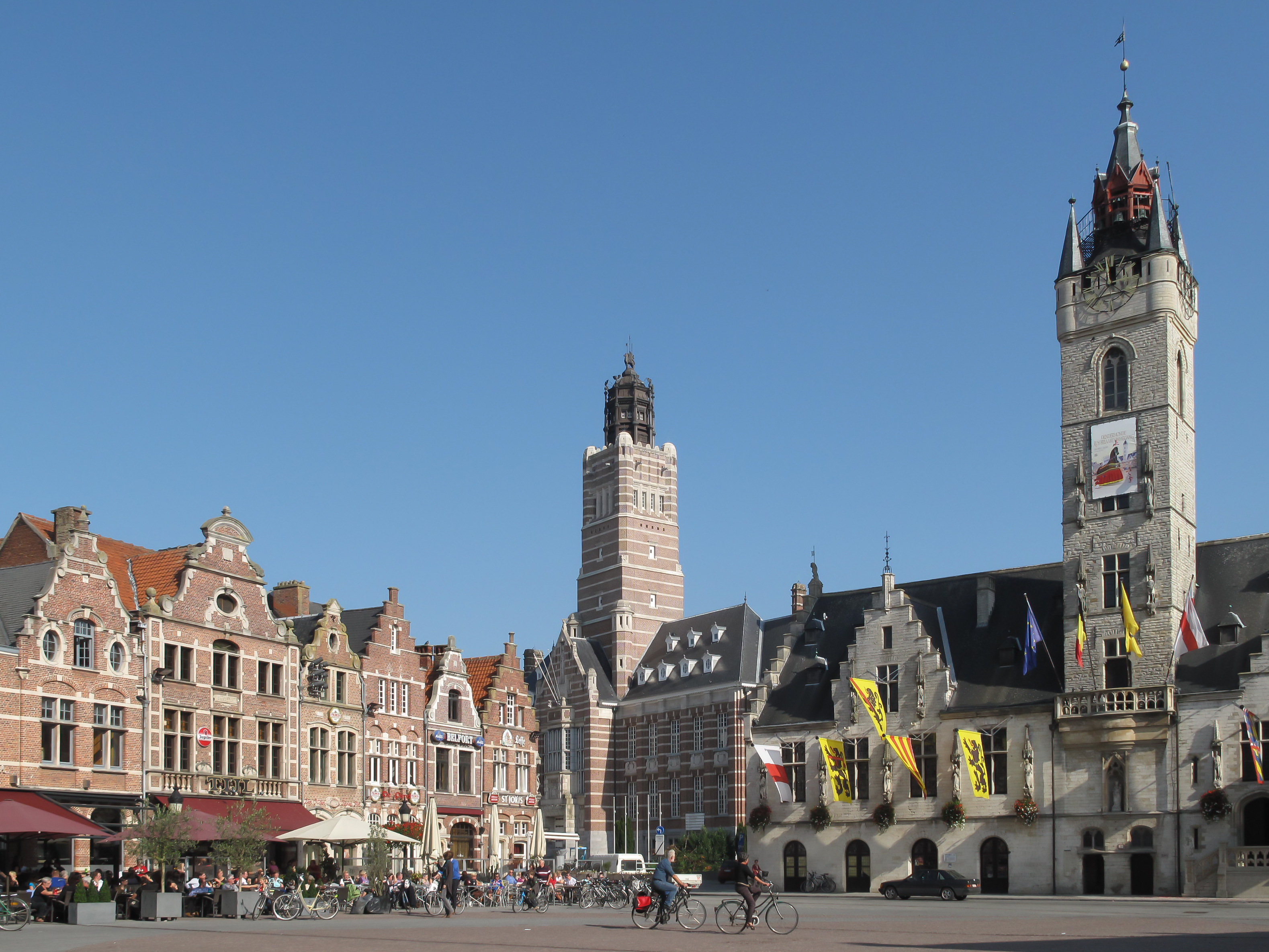
市庁舎とパブ
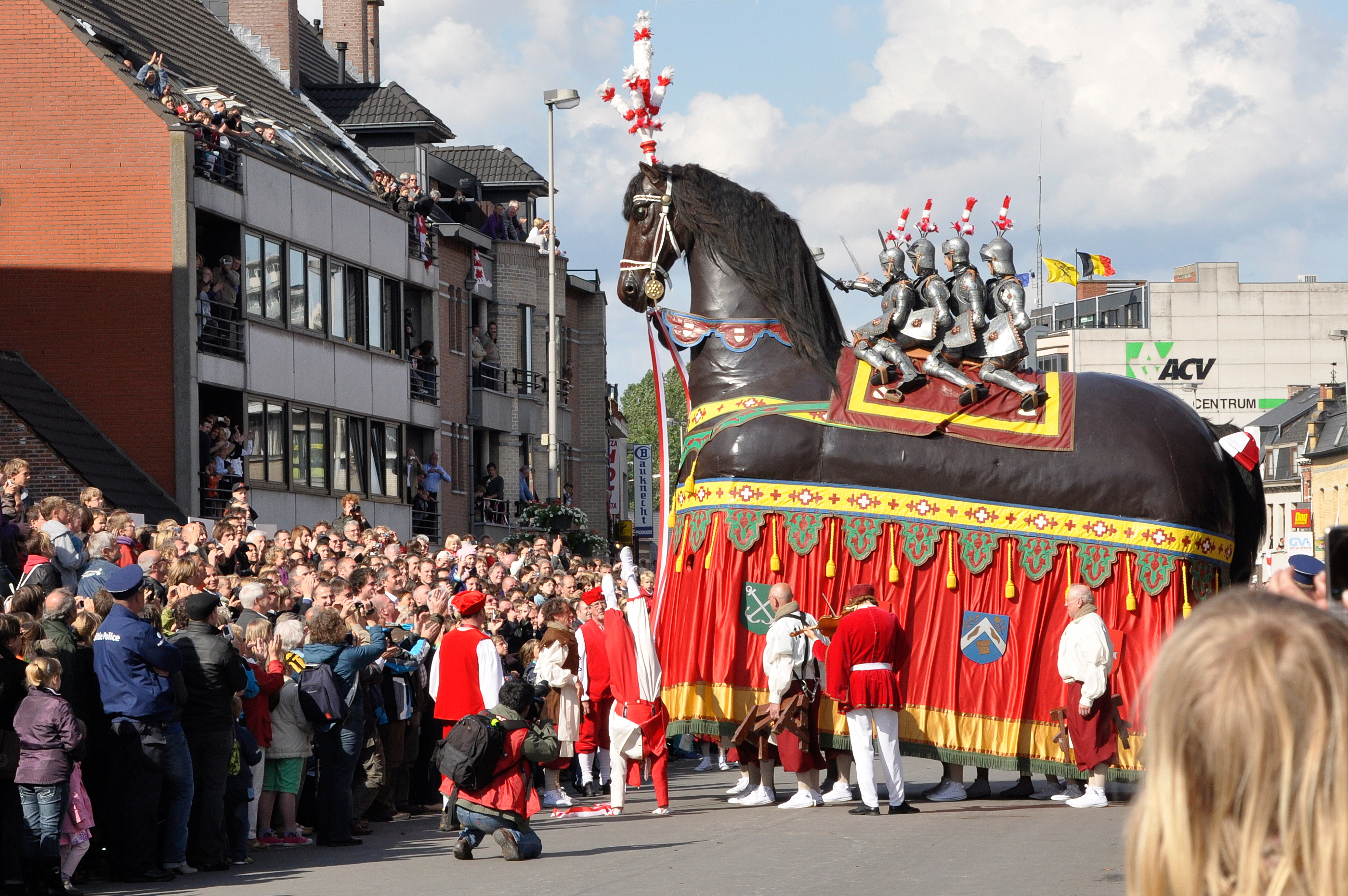
オメガング祭

## 現代のデンデルモンデ
デンデルモンデを有名にした10年に一度行われる教会行列では、ロス・ベイアールトという巨大な馬の像が市中を練り歩く。言い伝えによると、この馬はカール大帝の侵略から主人と3頭の兄弟を守ったという。
2006年8月19日、28人の囚人がデンデルモンデ刑務所から脱走した。そのうち7人は数時間のうちに拘束され、残りもイタリアとロシアで捕らえられた。古くなってさびついた錠を見て脱獄を思いついた彼らは、シーツで互いをつなぎ、壁をよじ登って公衆電話のボックス伝いに逃げるという実に単純な方法で犯行におよんだ。
2009年1月23日には20歳のフランドル人、キム・デ・ヘルダーがシント＝ヒリス＝ベイ＝デンデルモンデ村の保育施設を襲撃。職員1人と8ヶ月と9ヶ月の児童2人の計3人が殺されたほか、20人近くが負傷した。イタリアの歌手、リチアーノ・リガブエはこの事件の犠牲者をしのび“Quando mi vieni a prendere?”（2010年のアルバム“Arrivederci, Mostro!”に収録）の曲をささげた
。

## ゆかりの人物
- ポリドア・ディ・キーザー（1832年 - 1918年） ロンドン市長
- アルヴィン・デ・プリンス（1978年 - ） 競泳選手
- ピーター＝ジャン・ディ・スメット（1801年 - 1873年） ネイティブ・アメリカンに布教してまわった宣教師
- ジェームズ・オリヴァー・ヴァン・ディ・ヴェルド（1795年 - 1855年） シカゴ主教、ミシシッピ主教
- ヤン・デ・フォス（1844年 - 1923年） アントウェルペン市長
- エマニュエル・ヒール（1834年 - 1899年） 詩人、散文作家
- フェルナン・クノップフ（1858年 - 1921年） 画家
- キム・カイ（1978年 - ） 歌手
- カロリーネ・マース（1982年 - ） テニス選手
- ヨハネス・オケゲム（1410年ごろ - 1497年） 作曲家
- イボ・バンダム（1954年 - 1976年） 長距離走選手
- パット・ヴァン・デン・ハウヴェ（1960年 - ） サッカー選手。先妻は歌手のマンディ・スミス
- ヘールト・デ・フリーガー（1970年 - ）サッカー選手。元ベルギー代表。
- ヒー・フェルホフスタット（1953年 - ） 元首相。
- ディルク・フェルホフスタット（1955年 - ） 政治学者。ヒーの弟
- フランス・カウルテンス（1854年 - 1943年） 画家
- ヤーク・ファンデルペレン（1920年 - 1944年） 第二次世界大戦でのイギリス空軍のパイロット。スーパーマリン スピットファイアで近接支援中、ドイツ陸軍に撃墜された
- ヤン・フェルハス（1834年 - 1886年） 画家
- フランス・フェルハス（1827年ごろ - 1897年ごろ） 画家
- クレマン・ロレ（1833年 - 1909年） 作曲家
- ベルニス・コピエテルス（1970年 - ） バレエダンサー

## 姉妹都市
- ヘルドロプ（オランダ）
- ニーンブルク/ヴェーザー（ドイツ）
- ブラゴエヴグラト（ブルガリア）